# Mikuláš Trčka z Lípy
Mikuláš Trčka z Lípy († 1453 hrad Lipnice) byl první známý příslušník významného českého rodu Trčků z Lípy a zakladatel této dynastie. Byl utrakvistou a po smrti Jana Žižky z Trocnova příslušníkem bratrstva sirotků. V roce 1436 byl jedním z českých pánů, kteří uznali Zikmunda Lucemburského za českého krále. Během let 1436 a 1437 nabyl značných statků a stal se tak jedním z nejbohatších a zároveň jedním z nejvlivnějších pánů v Čechách. Byl i velmi obratným diplomatem. Po ustavení Jiřího z Poděbrad zemským správcem se stal členem jeho rady, ale také významným vyjednavačem ve věci vydání Ladislava Pohrobka do Čech.

## Od válečníka k diplomacii

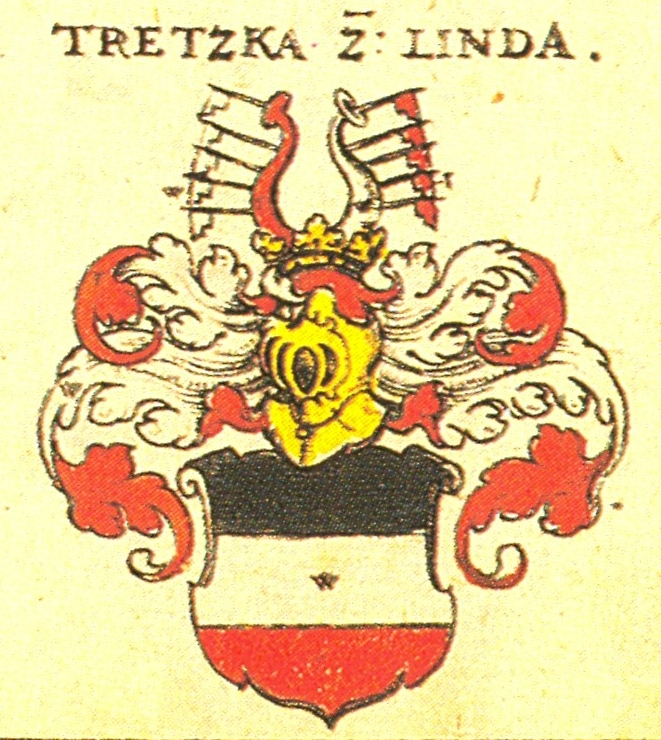
Erb rodu Trčků z Lípy

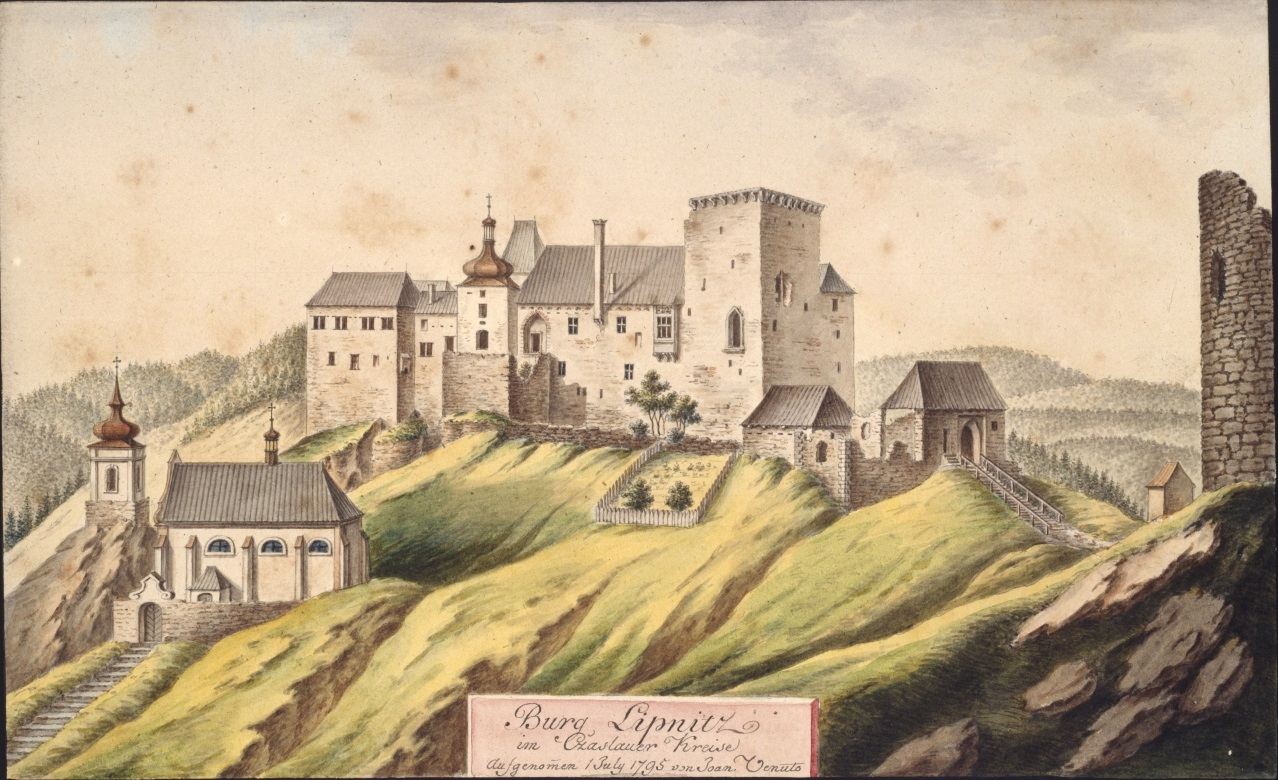
Hrad Lipnice nad Sázavou. 1795, Jan Antonín Venuto

Mikuláš Trčka z Lípy odvozoval svůj původ od tvrze Lípa, která stála nedaleko Hradce Králové v místě dnešní stejnojmenné obce. Byl prvním z rodu Trčků, který se objevuje v listinách s přízviskem z Lípy, a proto je počítán za zakladatele tohoto rodu. Během husitských válek byl horlivým utrakvistou a přišel k značnému majetku při válečných výpravách a to především do Slezska. Jistý čas se podílel společně s Janem Holcem z Nemošic na správě náchodského panství a v roce 1427 koupil hrad Homole nad Dušníky (u dnešní polské obce Ludowe v českém pohraničí). Tímto získal kontrolu nad hlavní obchodní cestou spojující východní Čechy s Kladskem. Odtud také podnikal další výpravy do Slezska.
V roce 1428 zakoupil dům v Kutné Hoře, čímž se zařadil mezi zámožné šlechtice bratrstva sirotků. Stále více se ale věnoval spíše otázkám politiky a diplomacie, než válečnictví, později se objevil po boku Hynka Ptáčka z Pirkštejna. V roce 1429 zakoupil panství Světlá nad Sázavou včetně kláštera ve Vilémově, v té době ale již vypáleného z období husitských válek.
Další strmý postup v jeho kariéře přišel po druhé polovině roku 1436 po vyhlášení basilejských kompaktát a uznání Zikmunda Lucemburského za českého krále. Tehdy Mikuláš Trčka z Lípy plně využil „rozdávání“ bývalého církevního majetku Zikmundem. Díky svému značnému majetku mohl brát od Zikmunda, za poskytnutí finančních prostředků, do zástavy statky dle vlastního výběru, a tak začal budovat rozsáhlé panství při řece Sázavě. Již 21. září 1436 mu bylo zapsáno 21 vesnic u Německého Brodu (šlo o vesnice vyšehradské kapituly a kláštera sv. Prokopa na Sázavě). Tentýž rok zakoupil od Oldřicha z Rožmberka, poručníka sirotků po Čeňkovi z Vartemberka, hrad Lipnici a město Německý Brod. Od této doby se tituluje Mikuláš Trčka z Lípy a na Lipnici, jak je i uveden v listině z konce roku 1436, ve které potvrzuje městu Německý Brod veškerá práva udělená císařem Karlem IV.
V roce 1442 koupil od Janka z Chotěmic vlašimské panství. Jako pán na Vlašimi se pak začal velmi aktivně zapojovat do politického dění a zastával funkci hejtmana čáslavského kraje. V polovině 15. století patřil k nejbohatším mužům zemi. Mimo Německý Brod a Vlašim mu patřila další přilehlá panství (Červená Řečice, Habry, Herálec, Heřmanův Městec, Mladá Vožice , Načeradec, Nesměřice, Hrad Smrdov, Trhový Štěpánov, tvrz Tomice, tvrz Vlačice, hrad Zahrádka, dále pak štěpánské panství na Kouřimsku a křivosoudovské panství na Čáslavsku, Mnichovice, Dobrnice, Leština a několik dalších). Celkově získal za svůj život 14 statků původně církevních, jeden zeměpanský, jeden panský a jeden vladycký.
Mikuláš Trčka z Lípy a na Lipnici zemřel v roce 1453 na hradě Lipnice. Byl dvakrát ženatý. S první ženou Kateřinou ze Smiřic zplodil tři syny: Mikuláše, Zdeňka a Buriana. Jeho druhou ženou byla Vaňka z Hustířan.

## Kariéra diplomata
Díky přátelství s Oldřichem z Rožmberka měl značný vliv i u katolické strany a velmi obratně těchto konexí využíval. Byl hlavním vyjednavačem ve sporech Táboritů a Rožmberků. V roce 1444 stál za smírnou výpovědí v záležitosti sporu Oldřicha z Rožmberka s městy Tábor, Písek a Vodňany. Na svého přítele Rožmberka se obrátil i při jednom sporu, do kterého se dostali jeho kupci v Rakousích. Tento spor pak díky Rožmberkovi vyústil až v ultimátní vyjádření východočeského landfrýdu o možnosti vpádu vojsk do Rakous, ke kterému nedošlo a spor se urovnal mírovou cestou. V roce 1443 hostil na hradě Lipnici sněm českých stavů, na kterém se měl řešit postup jednání s říšským králem ve věci obsazení českého trůnu. Výsledek tohoto sněmu vedl k dalšímu jednání 8. ledna 1444 taktéž na Trčkově panství, tentokrát v Pelhřimově. Odtud již byla vyslána výprava s konkrétní žádostí o vydání Ladislava Pohrobka do Čech. Na svých panstvích následně hostil několik dalších významných sněmů českých stavů.
Vrcholu však jeho diplomatická kariera došla až po dosazení Jiřího z Poděbrad na post zemského správce. Stal se členem jeho rady a byl mimo jiné jedním z předních osob podílejících se na obsazení Prahy Jiřím z Poděbrad. Vedl jednání mezi Poděbradskou jednotou a Strakonickou jednotou a dále se angažoval zvláště ve věci vydání Ladislava Pohrobka do Čech. Díky Jiřímu z Poděbrad se dostal i do diplomatických kruhů na říšské úrovni, kde obratně prosazoval jeho zájmy.